# Ciutadella de Făgăraș
La Ciutadella de Făgăraș (en romanès: Cetatea Făgărașului, en hongarès: Fogarasi vár, alemany: Fogarascher Burg) és un monument històric a Făgăraș, al comtat de Brașov (Romania).
La construcció de la fortalesa va començar el 1310, al mateix lloc on hi havia una fortificació de fusta amb muralles de terra del segle XII. Les investigacions arqueològiques mostren que l'antiga fortificació va ser violentament destruïda cap a mitjan segle xiii, presumptament en relació amb la invasió mongola de 1241. Situada a mig camí entre Brașov i Sibiu i prop de Valàquia, la Ciutadella de Făgăraș va proporcionar una posició defensiva contra possibles incursions al sud-est de Transsilvània.
El 1526, Ștefan Mailat va consolidar la ciutadella, duplicant-ne el gruix de les parets. El 1541, els otomans van atacar la fortalesa i van capturar Mailat, que va morir en captivitat a la fortalesa de Yedikule a Istanbul. Gáspár Bekes, propietari de la ciutadella entre 1567 i 1573, va construir el fossat al voltant de la fortalesa, aprofitant la terra excavada per reforçar la part interior de les muralles. Durant l'època d'Esteve VIII Báthory (voivoda de Transsilvània del 1571 al 1586) i Baltasar Báthory (senyor de la fortalesa del 1588 al 1594), es va construir el primer bastió a l'angle sud-est de l'anell defensiu exterior. El 1599, Miquel el Valent va ocupar la ciutadella de Făgăraș i allotjar allà la seva família i el tresor reial. Al segle xvii, el príncep Gabriel Bethlen li va donar prioritat sobre Alba Iulia en la modernització de les fortificacions, mentre que Miquel I Apafi la va transformar, a causa de la seva posició reforçada, en una residència príncep.

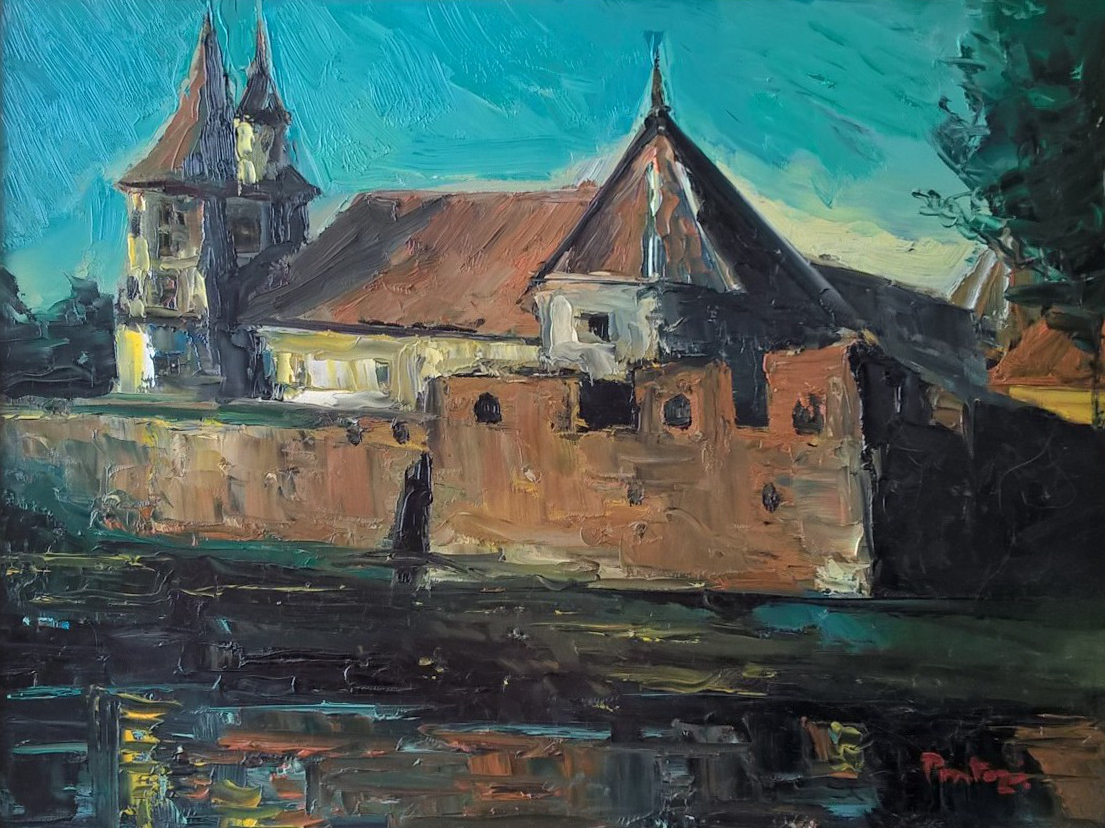
„ Crepuscle a la ciutadella de Făgăraş ”, pintura de Valeriu Pantazi

Del 1948 al 1960, la fortalesa va ser utilitzada com a presó per a aquells que s'oposaven al règim comunista, i per a membres de la policia i Siguranța Statului del període d'entreguerres, inclosos els generals Vasile Zorzor, Gheorghe Liteanu, i Emanoil Leoveanu. En total, unes 5.000 persones van ser detingudes en aquest lloc, moltes de les quals van ser torturades. El fred, la fam i la manca de qualsevol forma d'atenció mèdica van ser les causes d'un gran nombre de morts entre els detinguts. Segons els investigadors, es va declarar oficialment que 161 o 166 presos havien mort en aquesta presó.
Entre el 1965 i el 1977 s'hi van fer treballs de restauració. Actualment, la ciutadella funciona com a museu i alberga diversos artefactes.

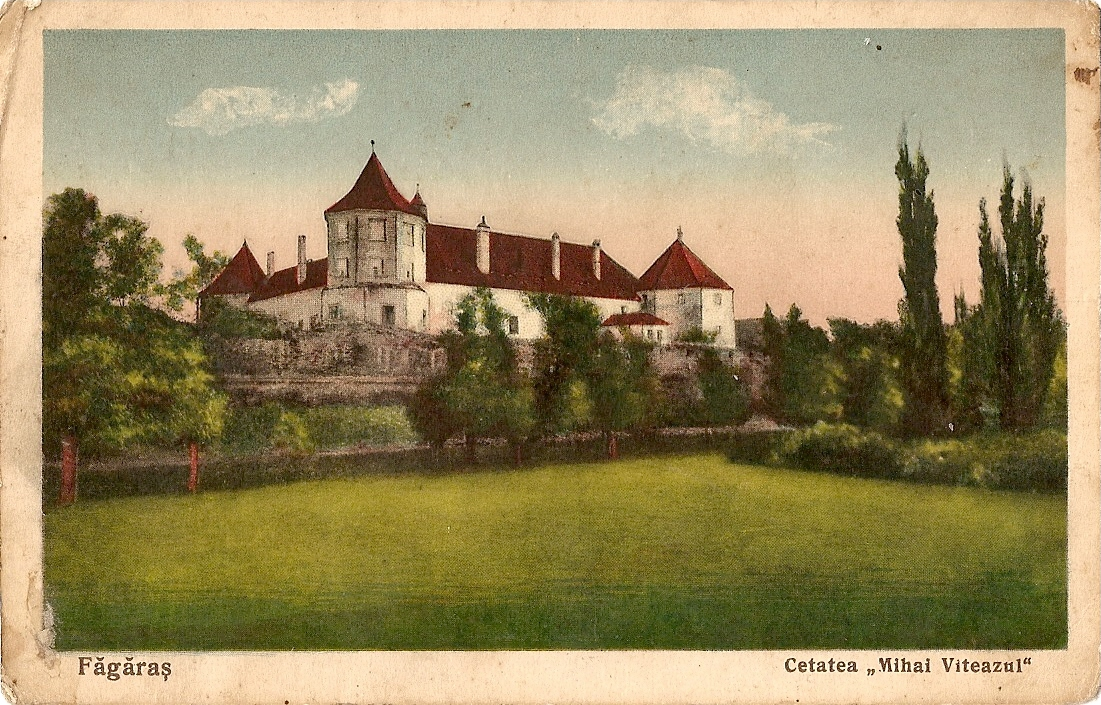
Vista de la ciutadella en el període d'entreguerres